# Jallel Marrouche
Jallel Marrouche (* 1963) ist ein ehemaliger tunesischer Radrennfahrer.

## Sportliche Laufbahn
Marrouche wurde 1985 beim Sieg von Frank Karraß aus der DDR Dritter der Tunesien-Rundfahrt. Er gewann eine Etappe der Rundfahrt.
1986 gewann er die Goldmedaille bei den Arabischen Meisterschaften im Mannschaftszeitfahren. In der DDR-Rundfahrt 1985 wurde er 69. des Endklassements. 1987 belegte er in der Tunesien-Rundfahrt den 8. Platz.